# والینگفورد (حوزه سرشماری)، ورمانت
والینگفورد (به انگلیسی: Wallingford) یک منطقهٔ مسکونی در ایالات متحده آمریکا است که در Wallingford واقع شده‌است. والینگفورد ۴٫۴ کیلومتر مربع مساحت و ۸۳۰ نفر جمعیت دارد و ۱۸۵ متر بالاتر از سطح دریا واقع شده‌است.